# Oxinasphaera furcata
Oxinasphaera furcata är en kräftdjursart som beskrevs av Marilyn Schotte och Brian Frederick Kensley 2005. Oxinasphaera furcata ingår i släktet Oxinasphaera och familjen klotkräftor.
Artens utbredningsområde är Somalia. Inga underarter finns listade i Catalogue of Life.